# Otto Moore
Otto George Moore (nacido el 27 de agosto de 1946 en Miami, Florida) es un exjugador de baloncesto estadounidense que disputó nueve temporadas de la NBA. Con 2,11 metros de estatura, jugaba en la posición de pívot.

## Trayectoria deportiva

### Universidad
Jugó durante cuatro temporadas con los Broncs de la Universidad de Texas–Pan American, en las que promedió 17,9 puntos y 16,0 rebotes por partido.

### Profesional
Fue elegido en la sexta posición del Draft de la NBA de 1968 por Detroit Pistons, equipo en el que cumplió las funciones de suplente de Walt Bellamy. En su primera temporada promedió 7,7 puntos y 7,1 rebotes por partido. En su segundo año se ganó la titularidad, completando su mejor temporada como profesional, al promediar 11,9 puntos y 11,1 rebotes por partido, líder del equipo en este último aspecto.
En la temporada 1971-72 fue traspasado a Phoenix Suns, donde únicamente jugó un año, siendo de nuevo traspasado a Houston Rockets a cambio de una primera elección del Draft de la NBA de 1972.  Tras jugar solo 13 partidos, es de nuevo traspasado, esta vez a Kansas City-Omaha Kings a cambio de Ron Riley, de donde fue despedido al finalizar la temporada.
Firmó entonces un contrato temporal como agente libre de nuevo con los Pistons, pero únicamente disputó dos partidos antes de ser cortado. Tras dos meses sin equipo, firma en enero de 1975 por New Orleans Jazz, donde se convierte en su principal baza defensiva. En la temporada 1975-76 promedia 9,0 puntos, 9,8 rebotes y 1,7 tapones por partido, aspecto este último en el que acaba en octava posición de la liga. Tras una temporada más con los Jazz, decide hacer las maletas e irse a jugar a la Liga Italiana, jugando una temporada con el Perugina Jeans Roma, en la que promedia 13,9 puntos y 12,1 rebotes por partido. Al año siguiente regresa a Estados Unidos, jugando una temporada con los Maine Lumberjacks de la CBA, tras la cual se retira definitivamente del baloncesto. en sus 9 temporadas como profesional promedió 8,2 puntos y 8,2 rebotes por partido, siendo en la actualidad uno de los 100 mejores reboteadores de la historia de la NBA.

## Estadísticas de su carrera en la NBA

### Temporada regular
| Temporada | Edad | Equipo                  | Liga | P   | TIT | MIN  | TC  | TCA  | %TC  | 3P | 3PA | %3P | TL  | TLA | %TL  | R.OF. | R.DEF. | REB  | ASIS | ROB | TAP | PER | FP  | PTS  |
| 1968-69   | 22   | Detroit Pistons         | NBA  | 74  |     | 21.7 | 3.3 | 7.4  | .443 |    |     |     | 1.2 | 2.3 | .524 |       |        | 7.1  | 0.9  |     |     |     | 2.5 | 7.7  |
| 1969-70   | 23   | Detroit Pistons         | NBA  | 81  |     | 31.1 | 4.7 | 9.9  | .476 |    |     |     | 2.4 | 3.8 | .636 |       |        | 11.1 | 1.3  |     |     |     | 2.9 | 11.9 |
| 1970-71   | 24   | Detroit Pistons         | NBA  | 82  |     | 23.5 | 3.8 | 8.5  | .445 |    |     |     | 1.5 | 2.7 | .553 |       |        | 8.5  | 1.1  |     |     |     | 2.2 | 9.0  |
| 1971-72   | 25   | Phoenix Suns            | NBA  | 81  |     | 20.0 | 3.2 | 7.4  | .436 |    |     |     | 1.2 | 1.9 | .603 |       |        | 6.7  | 1.1  |     |     |     | 2.6 | 7.6  |
| 1972-73   | 26   | Houston Rockets         | NBA  | 82  |     | 33.1 | 5.1 | 10.5 | .487 |    |     |     | 1.5 | 2.6 | .602 |       |        | 10.6 | 2.0  |     |     |     | 2.9 | 11.7 |
| 1973-74   | 27   | TOTAL                   | NBA  | 78  |     | 12.1 | 1.5 | 3.1  | .500 |    |     |     | 0.5 | 0.8 | .629 | 1.0   | 2.6    | 3.6  | 0.8  | 0.3 | 0.6 |     | 1.3 | 3.6  |
| 1973-74   | 27   | Houston Rockets         | NBA  | 13  |     | 24.1 | 2.5 | 5.3  | .464 |    |     |     | 0.3 | 0.6 | .500 | 1.5   | 4.9    | 6.5  | 1.4  | 0.8 | 1.4 |     | 2.8 | 5.2  |
| 1973-74   | 27   | Kansas City-Omaha Kings | NBA  | 65  |     | 9.7  | 1.4 | 2.6  | .515 |    |     |     | 0.5 | 0.8 | .648 | 0.9   | 2.2    | 3.1  | 0.7  | 0.2 | 0.5 |     | 1.0 | 3.2  |
| 1974-75   | 28   | TOTAL                   | NBA  | 42  |     | 25.4 | 2.8 | 6.2  | .450 |    |     |     | 1.1 | 1.6 | .667 | 2.2   | 5.7    | 7.9  | 2.0  | 0.5 | 1.0 |     | 3.5 | 6.7  |
| 1974-75   | 28   | Detroit Pistons         | NBA  | 2   |     | 5.5  | 0.5 | 2.0  | .250 |    |     |     | 0.5 | 1.0 | .500 | 0.0   | 1.0    | 1.0  | 0.5  | 0.0 | 0.5 |     | 1.0 | 1.5  |
| 1974-75   | 28   | New Orleans Jazz        | NBA  | 40  |     | 26.4 | 2.9 | 6.5  | .453 |    |     |     | 1.1 | 1.7 | .672 | 2.3   | 5.9    | 8.2  | 2.1  | 0.5 | 1.0 |     | 3.7 | 7.0  |
| 1975-76   | 29   | New Orleans Jazz        | NBA  | 81  |     | 29.7 | 3.6 | 8.3  | .436 |    |     |     | 1.8 | 2.8 | .637 | 2.0   | 7.8    | 9.8  | 2.7  | 1.0 | 1.7 |     | 3.1 | 9.0  |
| 1976-77   | 30   | New Orleans Jazz        | NBA  | 81  |     | 25.7 | 2.4 | 5.9  | .405 |    |     |     | 1.1 | 1.7 | .679 | 2.1   | 5.8    | 7.9  | 2.2  | 0.7 | 1.4 |     | 2.9 | 5.9  |
| Total     |      |                         | NBA  | 682 |     | 24.8 | 3.4 | 7.6  | .453 |    |     |     | 1.4 | 2.3 | .609 | 1.8   | 5.5    | 8.2  | 1.6  | 0.7 | 1.2 |     | 2.6 | 8.2  |